# Pierre Donzelot
 (mai 2021).
La mise en forme du texte ne suit pas les recommandations de Wikipédia : il faut le « wikifier ».
Les points d'amélioration suivants sont les cas les plus fréquents. Le détail des points à revoir est peut-être précisé sur la page de discussion.
- Les titres sont pré-formatés par le logiciel. Ils ne sont ni en capitales, ni en gras.
- Le texte ne doit pas être écrit en capitales (les noms de famille non plus), ni en gras, ni en italique, ni en « petit »…
- Le gras n'est utilisé que pour surligner le titre de l'article dans l'introduction, une seule fois.
- L'italique est rarement utilisé : mots en langue étrangère, titres d'œuvres, noms de bateaux, etc.
- Les citations ne sont pas en italique mais en corps de texte normal. Elles sont entourées par des guillemets français : « et ».
- Les listes à puces sont à éviter, des paragraphes rédigés étant largement préférés. Les tableaux sont à réserver à la présentation de données structurées (résultats, etc.).
- Les appels de note de bas de page (petits chiffres en exposant, introduits par l'outil «  Source ») sont à placer entre la fin de phrase et le point final[comme ça].
- Les liens internes (vers d'autres articles de Wikipédia) sont à choisir avec parcimonie. Créez des liens vers des articles approfondissant le sujet. Les termes génériques sans rapport avec le sujet sont à éviter, ainsi que les répétitions de liens vers un même terme.
- Les liens externes sont à placer uniquement dans une section « Liens externes », à la fin de l'article. Ces liens sont à choisir avec parcimonie suivant les règles définies. Si un lien sert de source à l'article, son insertion dans le texte est à faire par les notes de bas de page.
- La présentation des références doit suivre les conventions bibliographiques. Il est recommandé d'utiliser les modèles {{Ouvrage}}, {{Chapitre}}, {{Article}}, {{Lien web}} et/ou {{Bibliographie}}. Le mode d'édition visuel peut mettre en forme automatiquement les références.
- Insérer une infobox (cadre d'informations à droite) n'est pas obligatoire pour parachever la mise en page.

Pour une aide détaillée, merci de consulter Aide:Wikification.
Si vous pensez que ces points ont été résolus, vous pouvez retirer ce bandeau et améliorer la mise en forme d'un autre article.
 (mai 2021).
Pour les articles homonymes, voir Donzelot.
Pierre Donzelot (né le 29 juin 1901 à Valentigney (Doubs) et mort le 26 octobre 1960 à Lyon (Rhône) est un pharmacien, universitaire, résistant, haut fonctionnaire et homme politique français. 
Membre de l'organisation de Ceux de la Résistance (CDLR), l'un des mouvements de la Résistance intérieure française, il est élu maire de Nancy le 18 mai 1945, après que monsieur de Lambilly, conseiller municipal, et ses camarades du CDLR, l'aient poussé à accepter cette fonction.  

## Biographie

### Études
Pierre Donzelot étudie à la faculté des sciences de Besançon puis à la Faculté des sciences de Nancy où il obtient un doctorat ès sciences physiques en 1936.
Entre 1936 et 1947, il est nommé professeur à la Faculté des sciences de Nancy tout en conservant ses activités à la faculté de pharmacie où il avait créé un laboratoire de physique.

### Mandat de maire
La participation de Pierre Donzelot à la Résistance le propulse maire de Nancy après la victoire du CDLR et d'autres organisations résistantes aux élections municipales des 29 avril et 13 mai 1945. Cette organisation se veut transpartisane et dès le conseil municipal d'ouverture, les nouveaux élus en appellent à l'unité. Unité déjà mise en doute au premier tour de scrutin d'élection du maire, puisque plusieurs candidatures sont déposées. C'est monsieur de Lambilly qui rappelle l'exigence d'unité et propose la candidature de Pierre Donzelot, arrivé en tête au premier tour, pour la réaliser. Ce dernier accepte la charge, affirmant le faire malgré lui.  
La première décision de la nouvelle municipalité est le versement d'une subvention de 100 000 francs à la 1re armée (France, 1944-1945) du général Jean de Lattre de Tassigny. Le ravitaillement et les secours apportés aux réfugiés des camps ainsi qu'aux soldats blessés sont au cœur des débats du conseil municipal à cette époque, il est également question d'adresser au général de Gaulle "l'assurance [du] dévouement [du conseil municipal] aux intérêts de la nation et l'hommage que les résistants aiment rendre a celui qui a su voir, le premier, que l'espérance ne devait pas disparaître, et qui a su, avec patience, obstination, énergie, faire ce qui doit être fait pour que notre pays soit un pays vainqueur".   
Décision est prise de rendre à leurs propriétaires juifs les biens immobiliers leur ayant été spoliés par l'occupant nazi en 1943-1944, ainsi que le remboursement des loyers perçus. L'ordonnance du 14 novembre 1944 du Gouvernement provisoire de la République française disposant la nullité de ces spoliations. L'immobilier est un vrai problème à cette époque, monsieur Fumery, conseiller municipal, déclare lors du conseil du 9 juillet 1945 qu'"il manque actuellement des centaines de logements à Nancy, c'est la crise absolue", alors qu'un de ses collègues, monsieur Zuber, demandait que les instituteurs partant à la retraite et perdant leur logement de fonction soient provisoirement logés dans les propriétés communales. On fustige alors l'absence d'une politique nationale de l'habitat et le fait qu'"il est regrettable de voir des locaux vides et des familles qui n'ont pas de place pour se loger" d'après Pierre Donzelot. Auguste Courand, communiste, est chargé de rédiger un vœu réclamant des réquisitions de logements vacants et un strict respect de la loi, pour que le conseil puisse s'exprimer.     
Une commission extramunicipale des dénominations de rue travaille à rendre hommage à plusieurs résistants en baptisant certaines rues de Nancy en leur honneur. Le 31 août 1945, le conseil municipal prend plusieurs décisions en la matière : création de la rue Pierre Semard longeant la place Maginot, en hommage à un cheminot torturé et fusillé par les Allemands, de la rue Gabriel Mouilleron, qui avait participé au sabotage des installations ferroviaires de la gare de Nancy, du carrefour des frères Noël quartier Oberlin, du rond-point Marcel Simon aux Trois Maisons, de l'avenue de la Libération, de la rue de Cronstadt dans un hommage assumé aux "alliés russes", du pont des Fusillés et de la place du Colonel Fabien remplaçant la place des Dames. Le 5 novembre 1945, sur proposition de l'abbé Mansuy, la place de la cathédrale est rebaptisée place monseigneur Ruch, en l'honneur de l'évêque de Strasbourg décédé le 29 août 1945, et qui était nancéien d'origine.      
Les frais engendrés par la situation héritée de la guerre, et les baisses de recettes, forcent la municipalité a augmenter les taxes et redevances en 1946 pour équilibrer le budget. Cela ne fait pas l'objet d'oppositions déclarées au sein du conseil municipal dans un premier temps. De nouvelles taxes sont également créées avec pour objectif de "frapper particulièrement ceux qui, par leur situation, représentent une catégorie privilégiée", son taxés les "cercles, sociétés et lieux de réunions" pour lesquels on paye une cotisation, les instruments de musique à clavier, les foyers employant des domestiques/précepteurs et gouvernantes. À la suite de cela, le conseil municipal adopte une déclaration proclamant que "c'est contraint et forcé, respectueux des lois en vigueur, qu'il a pris ces décisions" et réclame une "refonte totale du régime économique et monétaire du pays". Lors du vote du budget le 15 février 1946, les débats sont vifs entre la majorité qui assume l'effort, et la minorité qui refuse de voter, il lui est reproché d'avoir consenti les dépenses mais de contester les recettes, c'est-à-dire les taxes. 
Dans le domaine de la culture, le conseil municipal du 25 janvier 1946 crée le ballet de la ville de Nancy. Dans la droite ligne de la création de l'orchestre symphonique le 27 novembre 1944, dont on vote le règlement en 1946, l'objectif est de garder dans la ville les artistes formés par le conservatoire et d'en faire profiter la population.       
Pierre Donzelot démissionne le 14 mars 1946, à la suite de sa nomination en tant que recteur de l'université. Il reste conseiller municipal jusqu'en 1947.

### Carrière dans la science et l'enseignement
Pierre Donzelot est recteur de l'Université de Nancy en 1946 et directeur de l'École nationale supérieure des industries chimiques à Nancy. Il est ensuite directeur général de l'enseignement supérieur au ministère de l'Éducation nationale de 1948 à 1953 et représente les universités françaises à l'international, notamment aux États-Unis de 1953 à 1956. Il appuie notamment la fondation du campus de Beaulieu à Rennes.
Pharmacien, il est élu membre associé de l'Académie nationale de pharmacie en 1948. Il est professeur à l'École de médecine et de pharmacie de Nancy ainsi qu'au Muséum national d'histoire naturelle, occupant la chaire de physique végétale.

## Distinctions
- Commandeur de la Légion d'honneur (1957)[9]
- Officier de la Légion d'honneur (1952)[9]
- Chevalier de la Légion d'honneur (1948)[9]

## Hommages
L'amphithéâtre de l'ancienne Faculté des sciences de Rennes porte le nom de Donzelot. L'avenue Pierre-Donzelot se trouve au cœur du campus de Beaulieu.